# 多翼骨螺
多翼骨螺（学名：Boreotrophon candelabrum），是新腹足目骨螺科Boreotrophon的一种。主要分布于韩国、中国大陆、台湾，常栖息在潮下带。